# کندین افر
کندین افر (به انگلیسی: Canadian Affair) یک شرکت هواپیمایی با کد یاتا ۹۱۲۵۳۷۴۶ است که در تاریخ ۱۹۹۵ میلادی تأسیس شده است.